# آرون ميهتا
آرون ميهتا (بالإنجليزية: Arun Mehta)‏ هو مبرمج وبروفيسور هندي، ولد في 1953.